# Prumna cavicerca
Prumna cavicerca är en insektsart som först beskrevs av Zhang, Fengling 1982.  Prumna cavicerca ingår i släktet Prumna och familjen gräshoppor. Inga underarter finns listade i Catalogue of Life.